# Pentti Kahma
Pentti Kahma (* 3. prosince 1943, Alavieska) je bývalý finský reprezentant, který získal zlatou medaili v hodu diskem na Mistrovství Evropy v atletice 1974 v Římě.

## Život
K atletice ho přivedl jeho starší bratr Markus Kahma, který byl přeborníkem Finska v desetiboji. Pentti Kahma zkoušel různé atletické disciplíny, jako např. skok do dálky, vrh koulí, hod kladivem a desetiboj, ale nejlepších výsledků dosáhl v hodu diskem. Pentti Kahma měří 188 cm a v době sportovní kariéry vážil cca 112 kg.

## Sportovní úspěchy
Roku 1970 se Pentti Kahma poprvé stal mistrem Finska v hodu diskem, a to výkonem 59,78 m. O rok později zase zvítězil na finském mistrovství, tentokrát výkonem 61,22 m. V tomto roce také přišel jeho první mezinárodní úspěch. Na Mistrovství Evropy v atletice 1971 v Helsinkách se probojoval do finále, kde výkonem 60,64 m obsadil šesté místo. Letní olympijské hry 1972 v Mnichově mu přinesly jen deváté místo. Výkonem 59,66 m zaostal za vítězným Ludvíkem Daňkem o téměř 5 metrů.
Jeho výkonnost se ale postupně zvyšovala. V roce 1973 vyhrál na finském mistrovství hodem dlouhým 62,30 m. Téhož roku reprezentoval Finsko ve finále Evropského poháru družstev v atletice v Edinburghu, kde zvítězil výkonem 63,10 m. V následujícím roce se stal mistrem Finska výkonem 64,00 m. Na Mistrovství Evropy v atletice 1974 v Římě dosáhl svůj největší mezinárodní úspěch, když získal zlatou medaili hodem 63,62 m. Druhý skončil bývalý československý reprezentant a olympijský vítěz z Mnichova Ludvík Daněk (62,76 m) a teprve třetí místo obsadil tehdejší světový rekordman v hodu diskem Ricky Bruch (62,00 m).
Roku 1975 se Pentti Kahma opět stal přeborníkem Finska, tentokrát výkonem 63,94 m, a zase reprezentoval Finsko ve finále Evropského poháru družstev v atletice v Nice, kde obsadil druhé místo výkonem 62,70 m za vítězným Wolfgangem Schmidtem (63,16 m). V roce 1975 si také vytvořil osobní rekord hodem dlouhým 66,82 m na mítinku v americkém Modestu. Tento výkon znamenal páté místo ve světových tabulkách nejlepších výkonů v hodu diskem za rok 1975. Na prvním místě tabulek byl toho roku John Powell (69,08 m), na druhém John van Reenen (68,48 m) a na třetím Ludvík Daněk (67,14 m).
Mistrovství Finska v roce 1976 mu přineslo další titul za výkon 66,14 m, ale Letní olympijské hry 1976 v Montrealu znamenaly jen šesté místo ve finále (63,12 m). Dále už jeho výkonnost měla klesající tendenci a v roce 1978 se stal naposled finským mistrem v hodu diskem výkonem 59,48 m.

## Postavení ve světových tabulkách
Nejlepší postavení ve světových tabulkách výkonů v hodu diskem měl Pentti Kahma v roce 1973, kdy se žádnému diskaři nepodařilo překonat hranici 68 metrů.
| Pozice | Atlet             | Výkon   | Datum      | Místo      |
| ------ | ----------------- | ------- | ---------- | ---------- |
| 1.     | Ricky Bruch       | 67,58 m | 30.07.1973 | Skellefteå |
| 2.     | John Powell       | 66,94 m | 26.05.1973 | Modesto    |
| 3.     | Siegfried Pachale | 66,38 m | 12.09.1973 | Berlín     |
| 4.     | Pentti Kahma      | 66,30 m | 29.06.1973 | Ylivieska  |
| 5.     | Jay Silvester     | 66,07 m | 26.05.1973 | Modesto    |

## Shrnutí výsledků
Pentti Kahma se celkem sedmkrát stal finským mistrem v hodu diskem a získal zlatou medaili na Mistrovství Evropy v atletice 1974 v Římě.
| Rok  | Akce     | Místo    | Disciplína | Pozice | Výkon |
| ---- | -------- | -------- | ---------- | ------ | ----- |
| 1971 | ME 1971  | Helsinki | Hod diskem | 6.     | 60,64 |
| 1972 | LOH 1972 | Mnichov  | Hod diskem | 9.     | 59,66 |
| 1974 | ME 1974  | Řím      | Hod diskem | 1.     | 63,62 |
| 1976 | LOH 1976 | Montreal | Hod diskem | 6.     | 63,12 |

## Výkonnostní vývoj
Pentti Kahma měl velmi dobrou výkonnost v letech 1973 až 1976, kdy se jeho nejlepší výkony pohybovaly za hranicí 66 metrů a byly v jednotlivých letech velmi vyrovnané.
| Rok   | 1972    | 1973    | 1974    | 1975    | 1976    | 1977    | 1978    |
| Výkon | 63,48 m | 66,30 m | 66,52 m | 66,82 m | 66,14 m | 62,06 m | 60,30 m |

## Osobní rekordy
Pentti Kahma dosáhl dobré výsledky v několika disciplínách. V hodu diskem má osobní rekord 66,82 m, běhu na 100 m 11,1 s, ve skoku do dálky 721 cm a ve vrhu koulí 18,19 cm.